# Fahrenheit (jogo eletrônico)
Fahrenheit (também chamado de Indigo Prophecy nas Américas) é um jogo eletrônico de aventura e suspense desenvolvido pela Quantic Dream e distribuído pela Atari. De acordo com a Quantic Dream, vendeu 800 mil unidades em todo o mundo desde setembro de 2005.

## Enredo
Nesse thriller paranormal, a cidade de Nova Iorque encontra-se em estado de choque por conta de uma horrenda série de assassinatos. As mortes ocorrem de forma ritualística e parecem seguir o mesmo padrão: pessoas normais entram em um transe hipnótico e matam completos estranhos em locais públicos.
Um dos “assassinos” é o jovem Lucas Kane, que acorda de um transe e percebe que apunhalou um homem até a morte. Logo a polícia descobre a vitima e envia os detetives Carla Valenti e Tyler Miles para investigar. Um dos grandes diferenciais do jogo é justamente o fato de que você assume o controle de Lucas (que deve fugir da polícia e buscar por respostas) e dos policiais (que devem encontrar Lucas e desvendar a misteriosa onda de assassinatos).

## Personagens
Lucas Kane é o principal personagem masculino do jogo, a história gira em torno dele. A história começa mostrando como Lucas cai em um estranho transe e esfaqueia um estranho até a morte em um banheiro de um bar. Após o evento, se esforça para descobrir quem ou o que o levou a cometer este crime, enquanto se esconde da policia. Criado por seu pai cientista (cuja morte 10 anos antes afetou fortemente) na remota base militar de Wishita, trabalha atualmente como técnico especializado no Banco Naser & Jones em Manhattan. Desde criança tinha visões clarividentes periódicas (a natureza perturbadora do que era visto, teve um impacto perturbador sobre ele quando criança que o levou a afastar-se dos outros). Essas visões que pareciam adormecidas, reapareceram com mais força depois do evento que ocorreu no restaurante, também houve o aumento de seus reflexos, forças e velocidade e também com habilidades de telecinesia e voo. Ao longo de todo o jogo, Lucas foge da policia e de forças desconhecidas que procuram mata-lo, o tempo todo aumentando a conspiração em torno do crime.
Carla Valenti é a principal personagem feminina do jogo, ela é membro da polícia de Nova Iorque. Carla é detetive e junto com seu parceiro Tyler é encarregada da investigação de um assassinato. É conhecida pelos seus colegas pelo seu grande comprometimento com seu trabalho que chega a ser excessivo. Sua devoção à profissão é facilmente compreensível devido à falta de vida pessoal, seus únicos amigos são seus companheiros de equipe e seu vizinho Tommy. Com uma natureza inquisitiva, Carla tende a refletir sobre os casos que parecem ir a lugar nenhum e passa longas horas estudando provas na esperança de encontrar um indício de que poderia ter passado despercebido. Ele também tem uma grande claustrofobia e pode vir a sofrer ataques de pânico quando em espaços confinados e escuro. No final do jogo Carla e Lucas podem chegar a ficar juntos, e um mal fim é revelado quando descobre que seu bebê poderia ser uma criança índigo e terá os poderes de Lucas.
Tyler Miles é um sargento da policia é detetive da policia de Nova Iorque e parceiro de Carla, Tyler ao contrário de Carla tem uma atitude mais descontraída em sua vida pessoal, mas também é muito dedicado ao seu trabalho e a sua namorada Samantha Malone ('Sam', como ele a chama), seu relacionamento com ela sempre foi, mas também com um pouco de estresse devido o medo dela de que ele possa se ferir no trabalho. Tyler e Carla trabalham juntos investigando o terrível assassinato no restaurante e ao longo do jogo trabalham juntos para encontrar Lucas Kane e prende-lo. Apesar desse último crime, o moral de Tyler está afundando e ele pensa em abandonar a carreira de policia. Em sua última aparição, é dada a Tyler a opção de ficar em Nova Iorque e continuar com a carreira de policial ou ir para Flórida com Sam ajuda na loja de seus pais e abandonar a carreira de policial.

## Recepção
O jogo teve classificações 8.4/10 do GameSpot e 8.4/10 da IGN.